# Аневил ла Прери
Аневил ла Прери (фр. Annéville-la-Prairie) насеље је и општина у североисточној Француској у региону Шампања-Ардени, у департману Горња Марна која припада префектури Шомон.
По подацима из 2011. године у општини је живело 67 становника, а густина насељености је износила 12,84 становника/km². Општина се простире на површини од 5,22 km². Налази се на средњој надморској висини од 260 метара.

## Демографија
| 1962. | 1968. | 1975. | 1982. | 1990. | 1999. | 2011. |
| ----- | ----- | ----- | ----- | ----- | ----- | ----- |
| 75    | 84    | 82    | 92    | 85    | 84    | 67    |

График промене броја становника у току последњих година